# Kruiswegtuin Cadier en Keer
De Kruiswegtuin Cadier en Keer, gelegen in Cadier en Keer in de Nederlandse gemeente Eijsden-Margraten ontstond in 1892 op de hellingen van de Keerderberg ten westen van Maastricht. Het betreft een ovaalvormige, als park aangelegde tuin met veertien kruiswegstaties, een Lourdesgrot en een Kerkhofkapel. 

De kruiswegstaties zijn opgesteld langs de wandelpaden van het kleine park, dat in het noorden begrensd wordt door een stenen muurtje, grasvelden en partijen bomen. De staties zijn gemaakt van Limburgse mergel, hebben een zeshoekig voetstuk en een plat bovenstuk voorzien van kanteeltjes. De oorspronkelijk houten deuren van de veertien kapelletjes zijn vervangen door gietijzeren hekken. Elke kapel is versierd met een reliëf, waarop een van de veertien taferelen van het lijdensverhaal staat afgebeeld.
Het park is eigendom van de Nederlandse Provincie van de Sociëteit voor Afrikaanse Missiën, die tevens belast is met het onderhoud ervan.

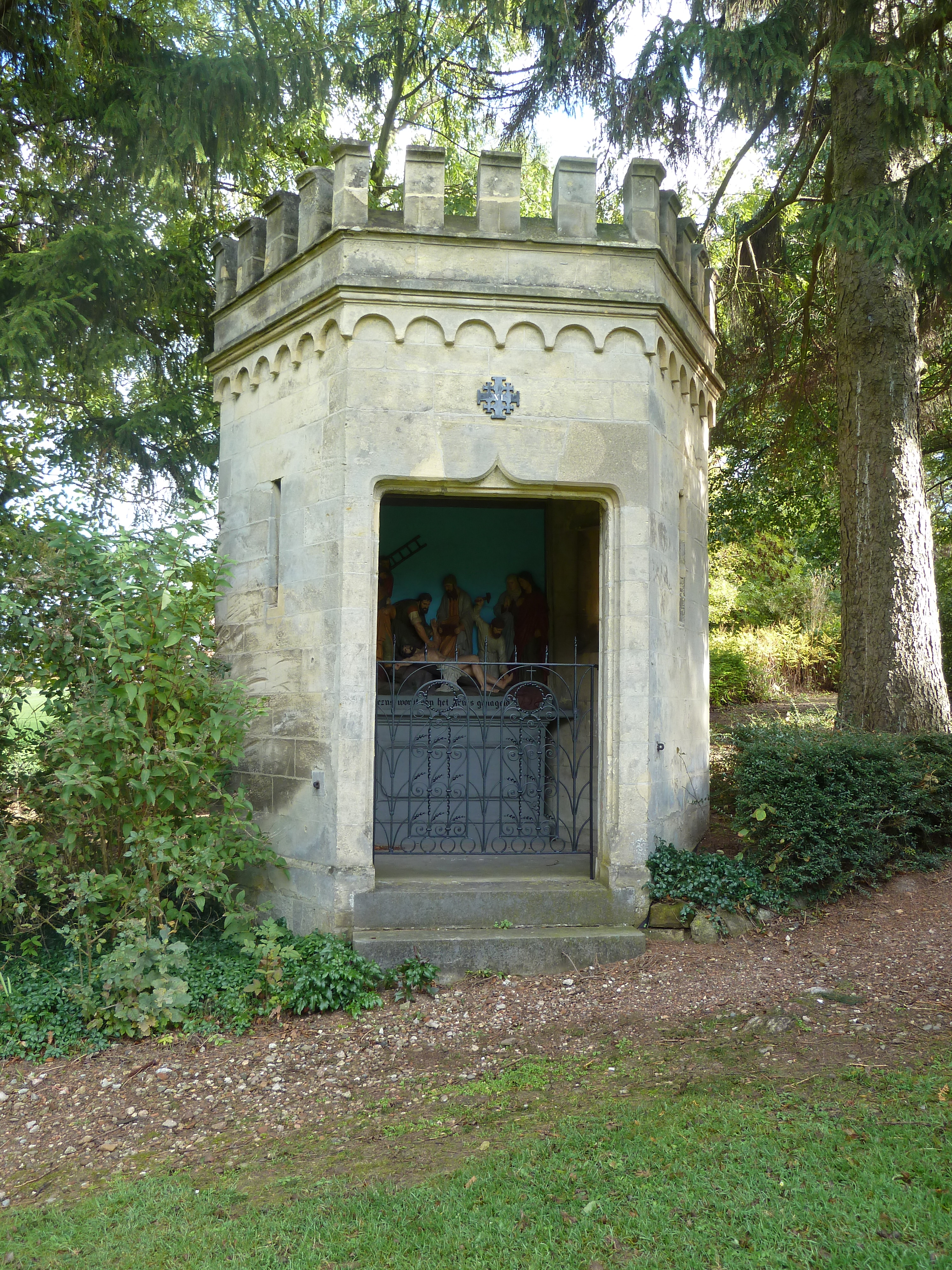
Een van de staties
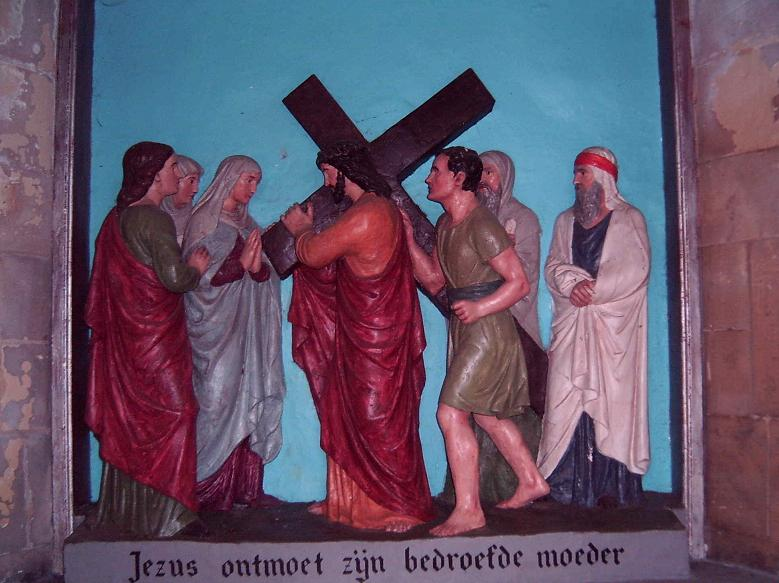
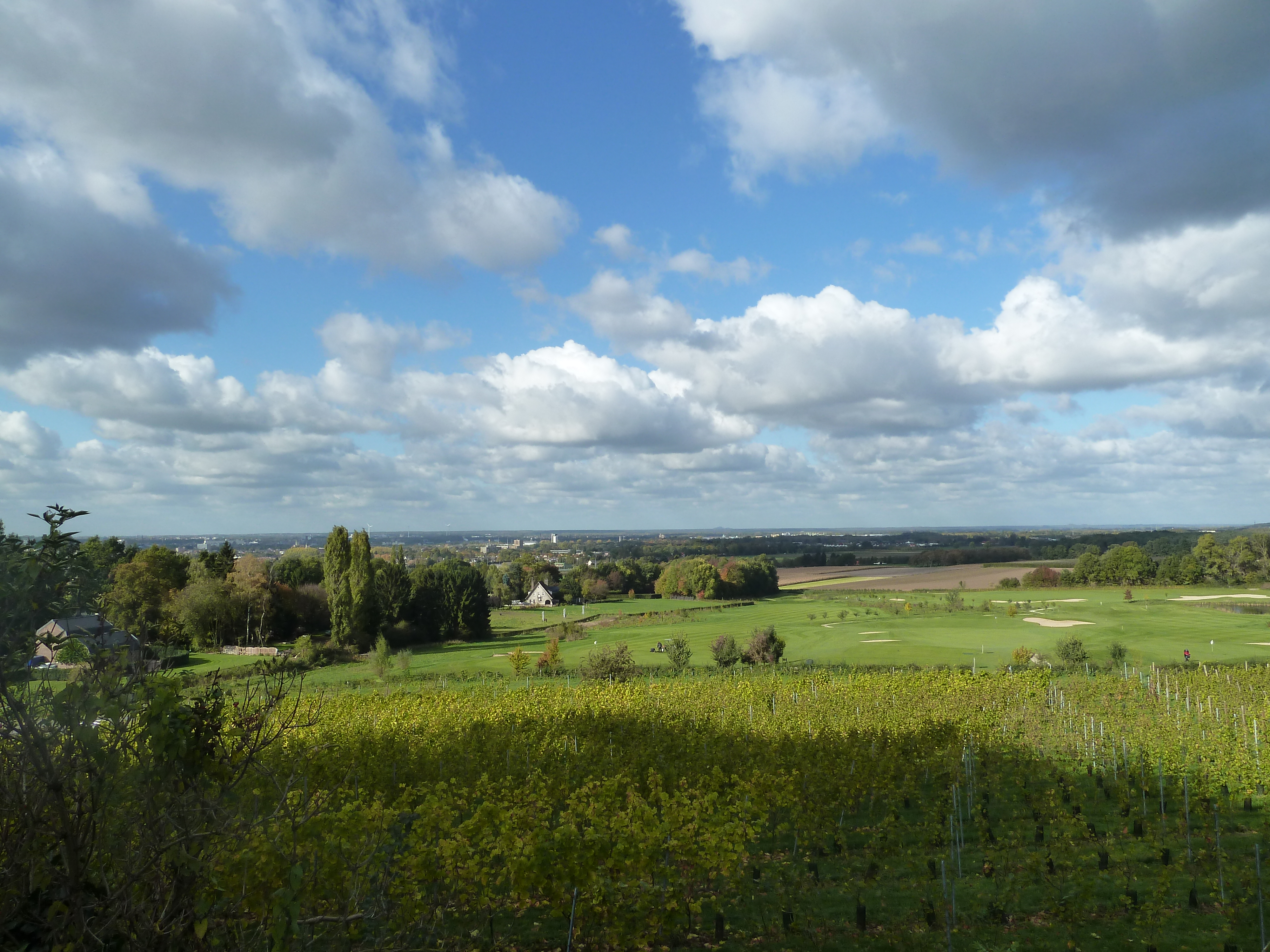
Uitzicht vanaf de staties
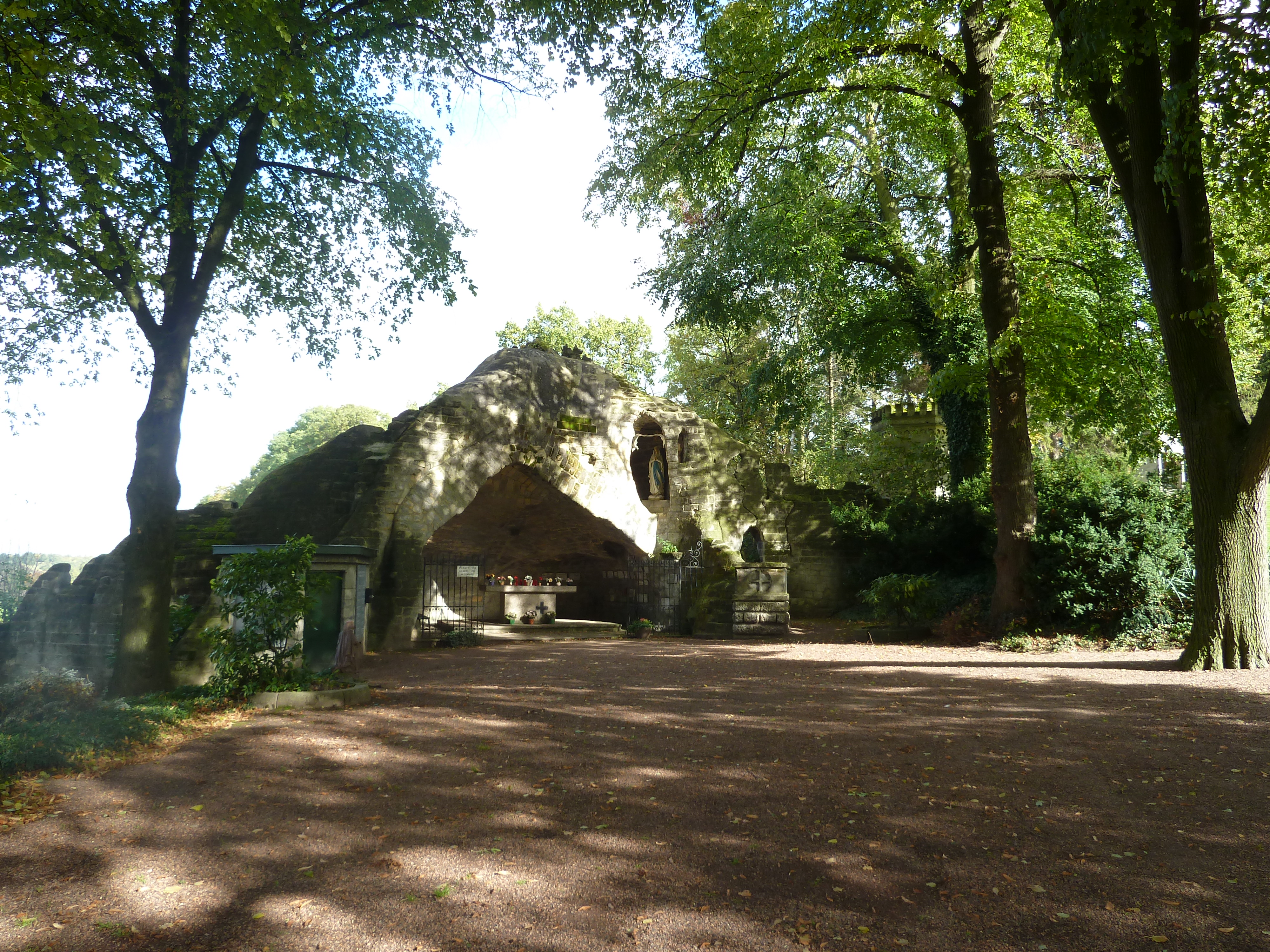
Lourdesgrot
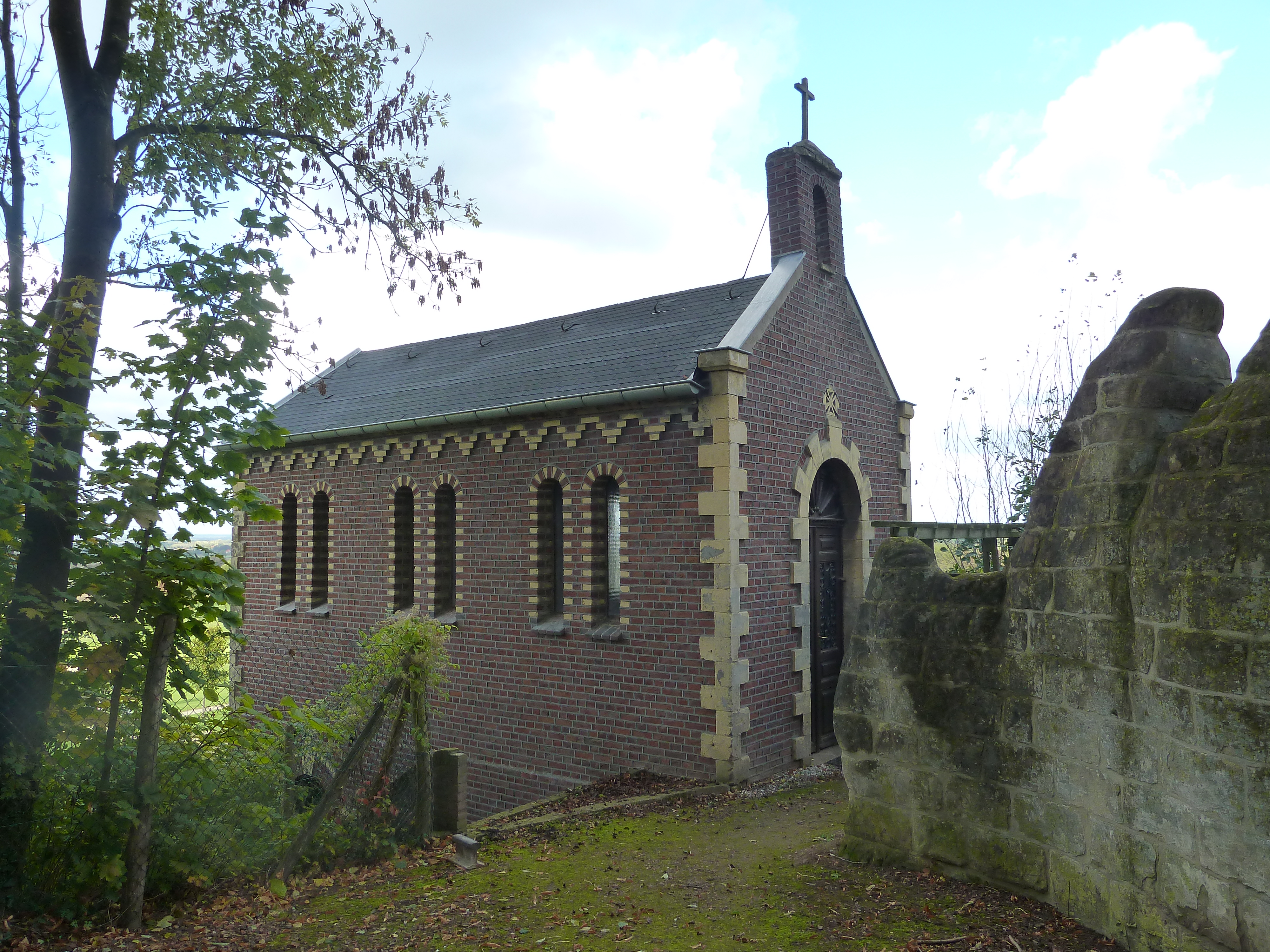
De Kerkhofkapel
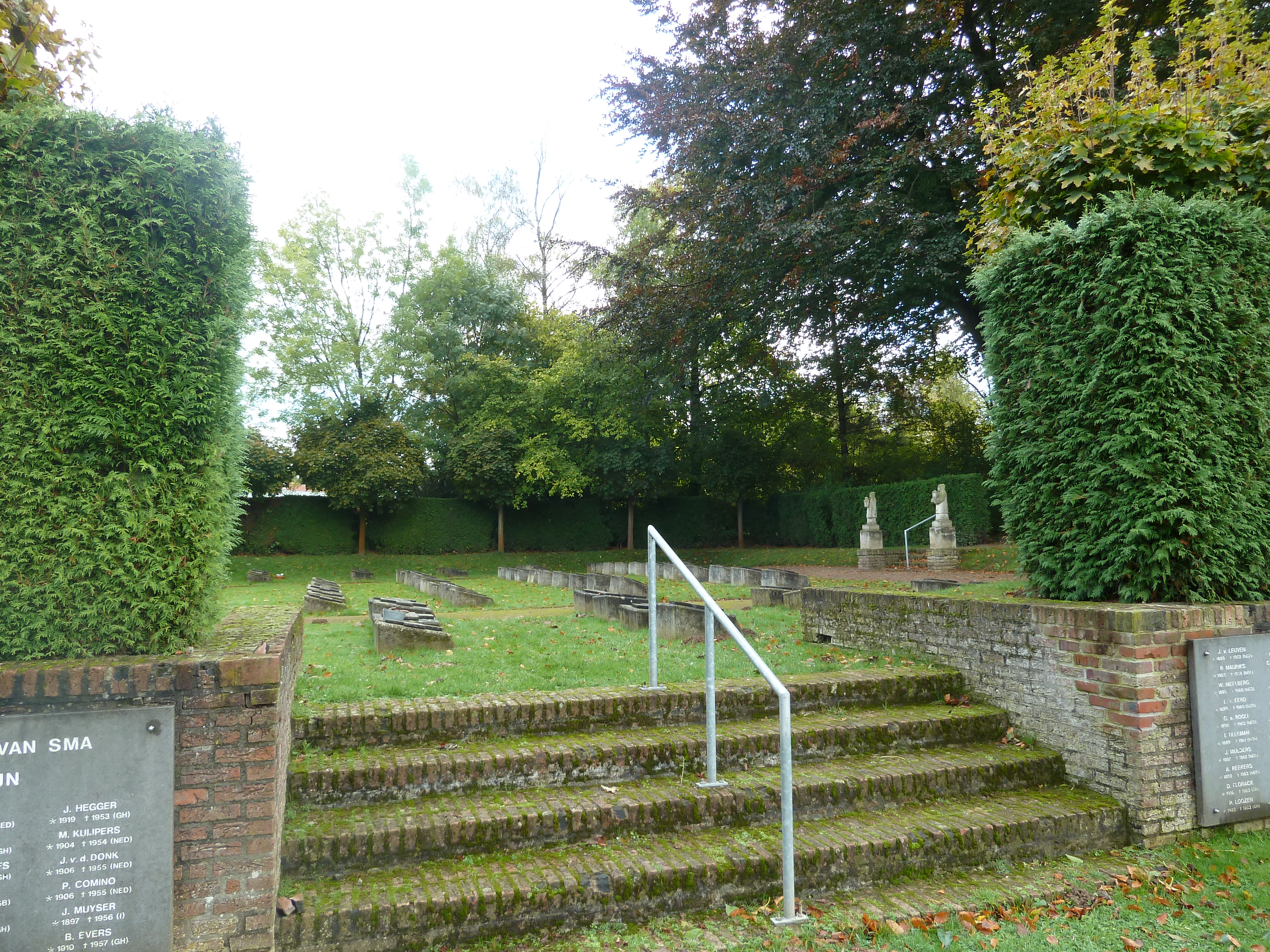
Kerkhof
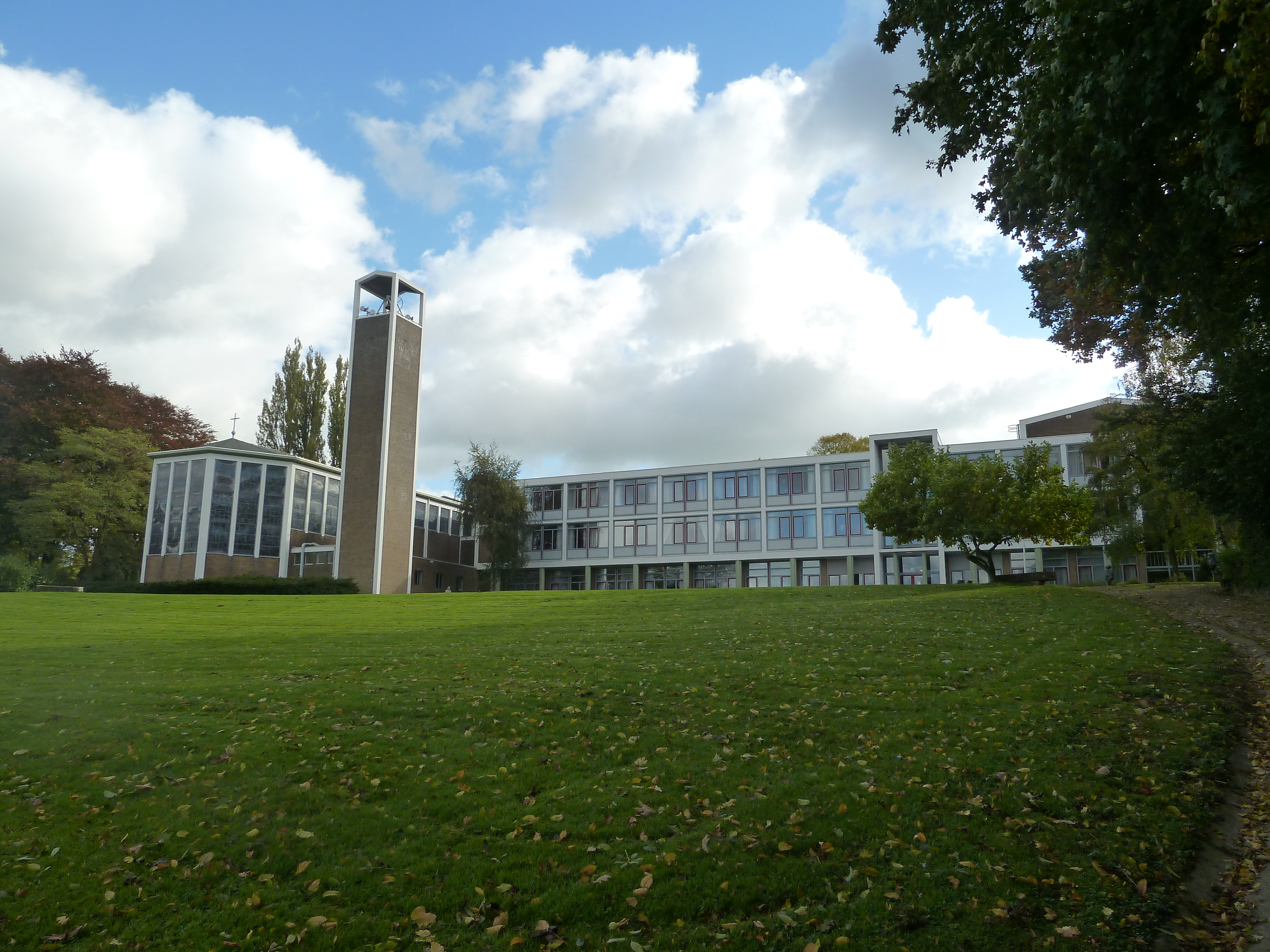
Missiehuis
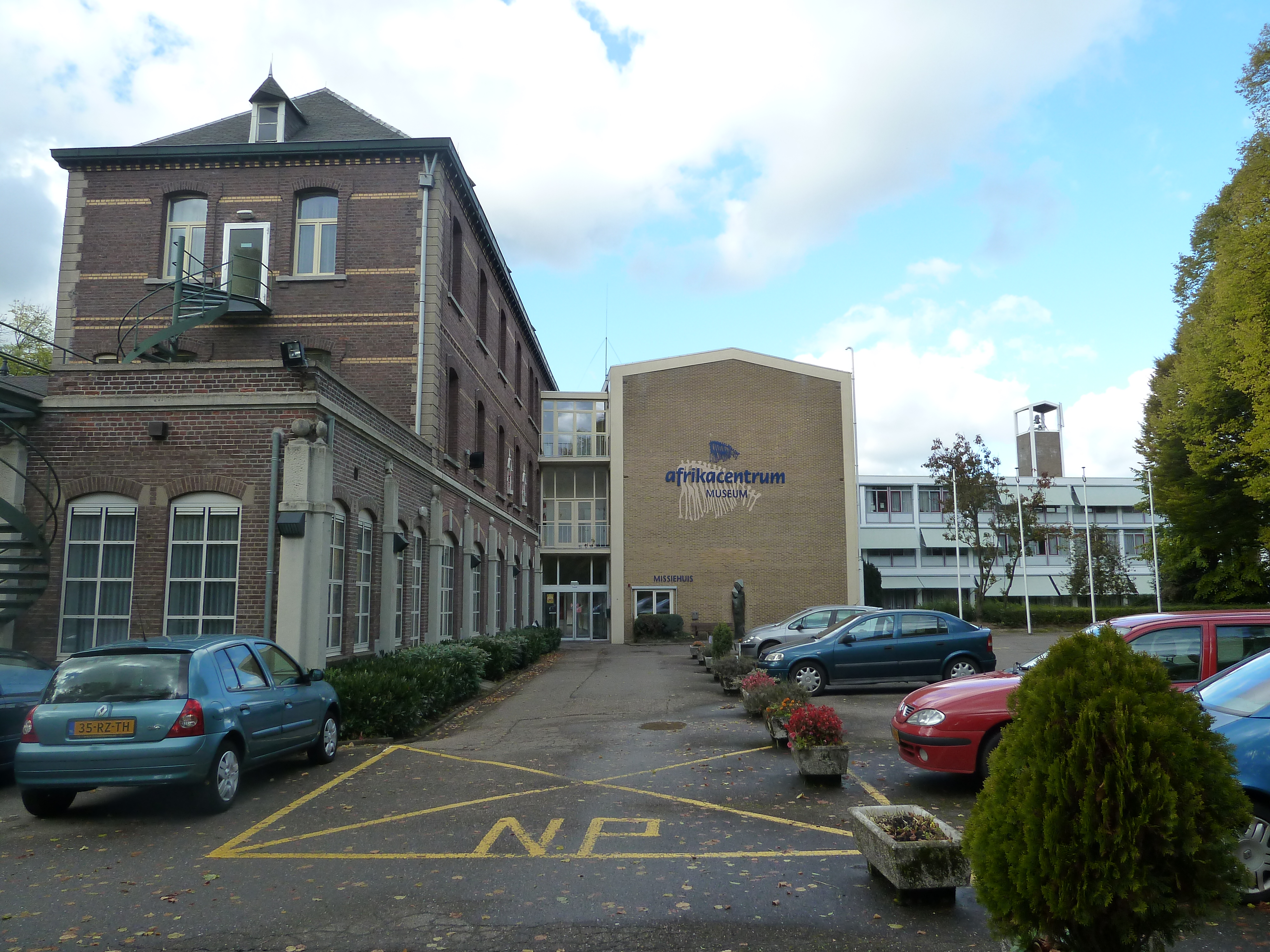
Missiehuis en Afrikamuseum